# Радянська депортація китайців
Депортація китайців відбувалася в 1920-х — 1930-х роках на Далекому Сході СРСР. Серед цих китайців були як громадяни Китаю, так і радянські громадяни, ідентифіковані як етнічні китайці.
До 1940-х років китайці майже зникли на Далекому Сході, хоча до Жовтневої революції їх було приблизно більше 200 тисяч. Через вимушену міграцію частини місцевого населення, відбувалося додаткове заселення регіону вихідцями з європейської частини СРСР 
В результаті репресій постраждало як мінімум 27 558 китайців, велика частина яких була громадянами Китаю (станом на 1937 рік на радянському Далекому Сході було 26 607 китайців, які є громадянами СРСР  ). Посеред жертв переслідувань 3794 людини були звільнені владою, 3922  — страчені, 17 175 змушені були мігрувати, інші були укладені в різні в'язниці, включаючи ГУЛАГ.

## Передісторія

### Переслідування китайців в роки Громадянської війни
Репресії проти китайців почалися задовго до Великого терору. В ході Громадянської війни в Росії китайці стали об'єктом дискримінації і репресій з боку багатьох учасників війни. Згідно з китайськими дипломатичними документами, китайці (включаючи мирних жителів), які були захоплені Білою армією, були страчені, а їх тіла виставлені на показ в якості акту залякування. Китайських чоловіків часто заарештовували і стратили без суду і слідства. Недисципліновані солдати Червоної Армії грабували і спалювали села етнічних китайців, ґвалтували жінок, вбивали, укладали у в'язниці, катували чоловіків військового віку і інтернували жінок і дітей. Багато молодших командирів Червоної армії вважали будь-кого, хто не розмовляв російською, потенційними шпигунами або іноземними агентами. Крім того, інтервенти обшукували китайських робітників і, якщо останні викликали підозру, їх вважали за комуністів і вбивали без допиту. Одним із прикладів може служити випадок з китайськими бізнесменами з Вейфану (провінція Шаньдун ), які були пограбовані в Росії. Ці репресії змусили багатьох етнічних китайців емігрувати в Китай .

### Переслідування в роки НЕПу
У 1920-х роках в СРСР почалася реалізація так званої нової економічної політики . Це незабаром повернуло китайських мігрантів назад на радянський Далекий Схід, де не вистачало робочих рук. Хоча радянський уряд переселив з європейської частини країни в регіон 66 202 особи, зростаюче число китайців створило величезний вплив на місцеву економіку. До кінця 1920-х років китайці контролювали більше половини торгових точок і значну частину торгівлі на Далекому Сході. 48,5% роздрібних продажів продуктових магазинів, 22,1% продуктів харчування і тютюну здійснювалися китайцями, 10,2% ресторанів належали китайцям.
Зростала напруженість у відносинах з представниками інших націй, оскільки деякі китайські бізнесмени поставляли неякісні товари. 1 червня 1930 року в Ленінському районі Владивостока між місцевим населенням і китайцями спалахнув збройний конфлікт, в результаті якого 27 людей отримали поранення, а троє стали інвалідами. Ця сутичка спровокувала нові міжнаціональні конфлікти.

### Дії влади проти китайців

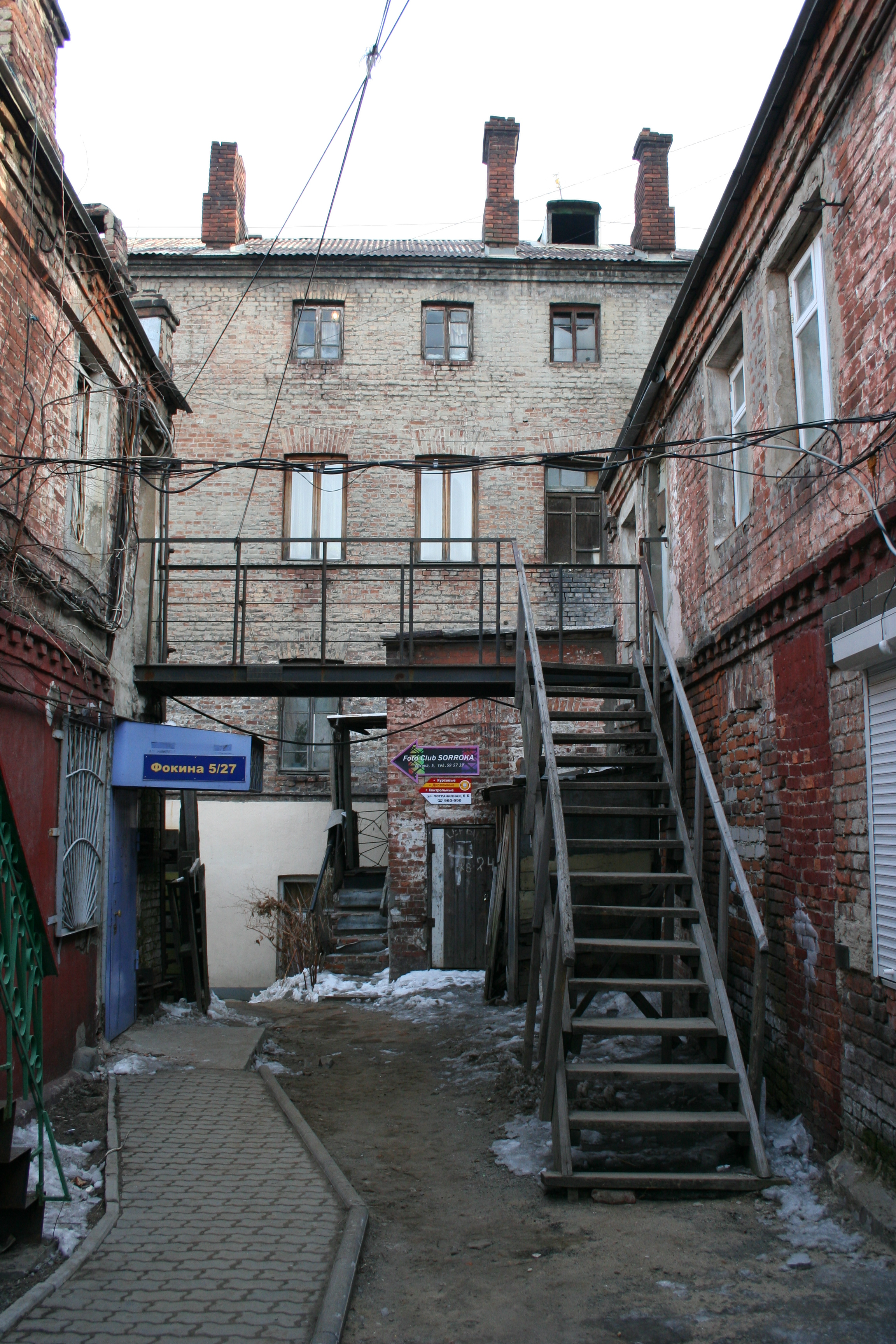
Один з прохідних дворів колишньої «Міліонкі».

Китайський район у Владивостоці, так звана Міліонка, була вільна від державного контролю, за винятком оподаткування. Китайська громада була спонтанно організована відповідно до їх становища в Китаї, бандитськими і релігійними групами, які були незалежні від радянського суспільства. Через це влада розглядала китайців як потенційну загрозу, оскільки спільнота могла бути прикриттям японського шпигунства.
В кінці 1920-х років СРСР посилив контроль на радянсько-китайському кордоні, прийнявши нові умови: 1) більш суворий контроль безпеки при в'їзді в країну; 2) оподаткування вихідних посилок вартістю менш 300 рублів за ставкою 34%. Коли китайці їхали з Радянського Союзу, їм потрібно було заплатити додатковий збір у розмірі 14 рублів за виїзд і пройти особистий огляд. Грошові перекази китайців були обмежені, введені додаткові податки на бізнес-ліцензію, бізнес, прибуток, приватні борги, документи і т. д. Щоб отримати роботу китайці повинні були вступити в місцеву профспілку

## Депортація 1929-1930 років

### Рання концепція депортації

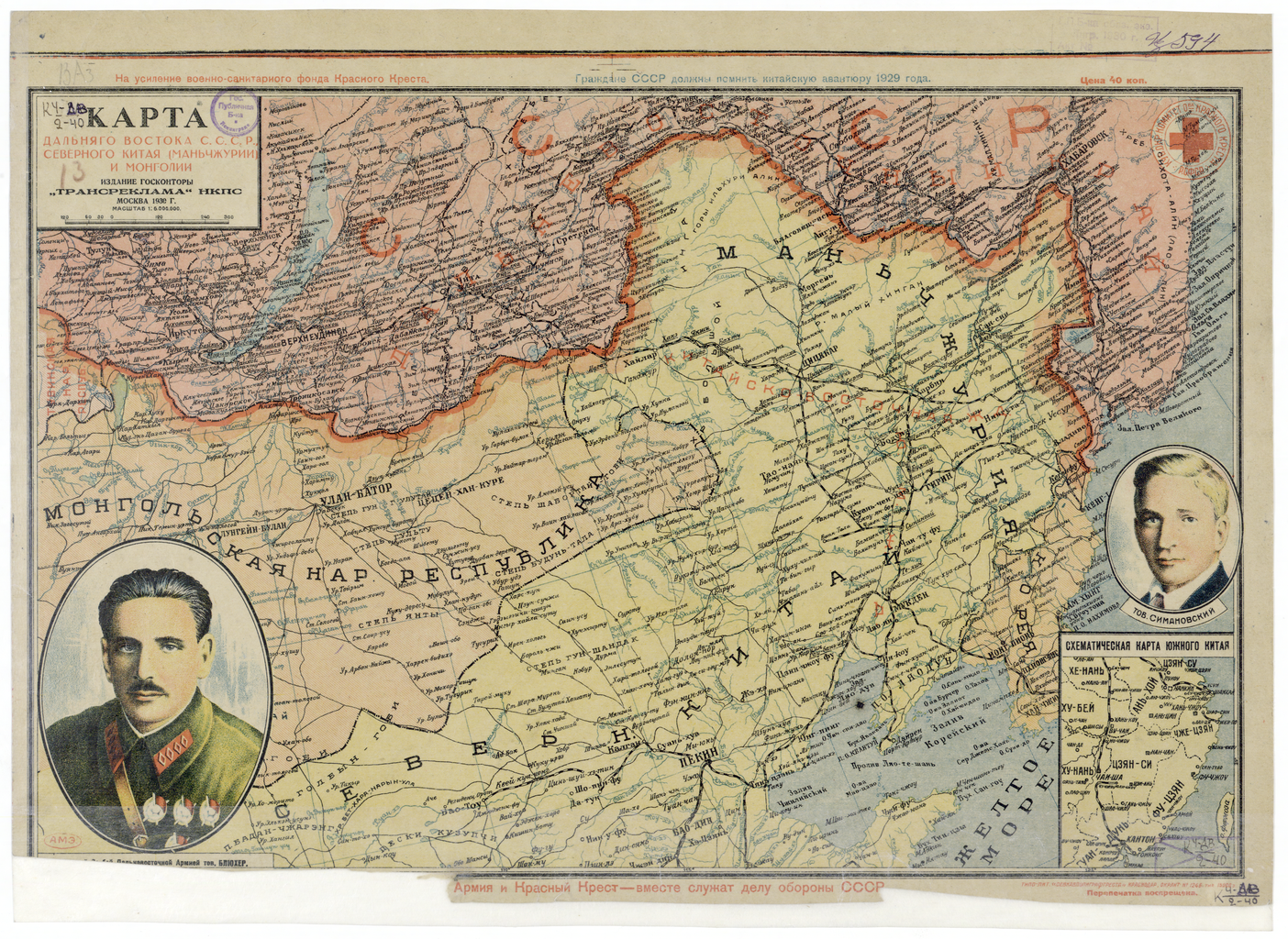
Радянська карта Китайсько-Східної залізниці в редакції 1930 року

У 1926 році Народний комісаріат закордонних справ СРСР ухвалив рішення використовувати будь-які методи, щоб зупинити міграцію китайців і корейців на радянську територію, оскільки вони вважалися небезпечними для країни. Корейців почали переселяти з Далекого Сходу, при цьому почалося витіснення китайців з прикордонних територій.
У 1928 році Михайло Михайлович Арсеньєв, полковник штабу Червоної Армії, представив Далекосхідній комісії звіт, в якому рекомендував припинити вільну міграцію з Китаю і Кореї в райони, які межують з цими країнами і заселити цей регіон мігрантами з Сибіру і європейської частини країни.

### Радянський реванш за китайську окупацію КСЗ
Конфлікт на КСЗ зіпсував двосторонні відносини. 19 липня 1929 Радянський Союз припинив дипломатичні відносини з Китаєм, всі дипломати були відкликані або вислані в свої країни. СРСР припинив залізничне сполучення і поставив ультиматум, щоб всі китайські дипломати покинули радянську територію. Радянський уряд змусив китайців перебратися в Північно-Східний Китай. Тисячі китайців в Іркутську, Читі і Улан-Уде були арештовані, нібито за порушення місцевих розпоряджень і ухилення від сплати податків. На кордоні китайці мали право вивезти 30 рублів. Все, що перевищувало цю суму, вилучалося владою. Якщо китаєць вивозив 1000 рублів і більше, його заарештовували, а гроші - конфісковували 
Шанхайська газета Шеньбао 24 липня 1929 повідомляла:
|  | Близько тисячі китайців, які проживали у Владивостоці, були затримані радянською владою. Всі вони оголошені буржуями. |

12 серпня газета писала, що ще 1600-1700 китайців знаходяться у в'язниці, кожному з них дають по шматку житнього хліба і катують. 26 серпня газета продовжила, що затримані китайці в Хабаровську їли тільки хлібний суп, а багато людей повісилися. 14 вересня повідомлялося, що ще тисяча китайців у Владивостоці були арештовані, а китайців в місті майже не залишилося. 15 вересня газета продовжувала, що у Владивостоці за 8 і 9 вересня було заарештовано понад 1000 китайців і що, за оцінками, в тюрмах міста знаходиться понад 7000 китайців. 21 вересня повідомлялося: «Уряд на Далекому Сході Росії обдурив заарештованих китайців і змусив їх побудувати залізницю між Хейхе і Хабаровськом. Робочим давали тільки два шматка житнього хліба в день»

### Звільнення заарештованих китайців
Після підписання Хабаровського протоколу Радянський уряд звільнив більшість заарештованих китайців. Однак через загальне ставлення радянської влади до китайців велика частина звільнених повернулася в Китай   Після створення Японією на кордоні з СРСР підконтрольної держави Маньчжоу-го, радянський уряд почав зупиняти китайців, на кордоні.

## Депортація 1936-1938 років

### План придушення китайських «зрадників і шпигунів»
21 серпня 1937 року почалася депортація корейців, найбільшої етнічної групи серед азіатів на Далекому Сході. 23 жовтня китайців включили в список цілей чистки слідом за поляками, німцями і корейцями, як було оголошено наказом НКВС № 693. Микола Єжов дозволив таємні арешти «всіх підозрюваних в шпигунстві і диверсіях». 10 листопада Консульство Китайської Республіки в Читі повідомило Міністерству закордонних справ про те, що Радянський Союз кожен місяць переселяє 30 000 європейців в Сибір і на Далекий Схід для прискорення оборонного і економічного будівництва в регіоні. Щоб не допустити змови китайців або корейців з Японією і Маньчжоу-Го, була введена політика виселення корейців і китайців.

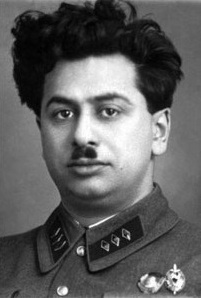
Генріх Люшков

22 грудня Микола Єжов наказав Генріху Люшкову, голові НКВД на Далекому Сході, заарештувати всіх китайців, що мають провокаційні і терористичні цілі незалежно від їх громадянства. На наступний день Єжов опублікував «План по придушенню китайських зрадників і шпигунів» і наказав прибрати всі укриття для китайців, ретельно обшукати місця їх проживання і заарештувати як орендарів, так і домовласників. Будь-які антирадянськи налаштовані китайці, китайські шпигуни, контрабандисти і злочинці з радянським громадянством повинні бути судитися трійкою НКВС. Будь-які іноземці, які пройшли через суд, повинні бути вислані після суду. Розшукуваним підозрюваним заборонялося проживати на Далекому Сході, в Читі і Іркутську   .

### Китайська офіційна реакція на ескалацію насильства в СРСР
10 січня 1938 року Юй Мін, повірений в посольстві Китаю в Москві, звернувся до радянської влади, закликаючи їх до звільнення китайців. Китайське прохання про зустріч з начальником відділу Далекосхідного Народного комісаріату закордонних справ на наступний день була відхилена офіцером, який заявив, що начальник хворий. 13 січня китайським консульствам у Владивостоці та Хабаровську повідомили, що затримані китайці голодують, а деякі замучені до смерті, але НКВД забороняє будь-які зустрічі або пожертвування продуктів для ув'язнених.
Політбюро опублікувало «Репресії по "національним лініям" в СРСР», які розширили репресії проти націоналістів, в тому числі китайців, і почали проводити їх в лютому. Образи з боку Радянського Союзу щодо китайців 6 лютого потрапили в заголовок « Central Daily News », яким керували китайські націоналісти, правляча партія Китаю. 14 лютого китайське консульство у Владивостоці повідомило Міністерству закордонних справ, що «радянські вкрали все, особливо гроші і майно; якби вони були десь заховані, китайців катували; багато людей були вбиті під час затримання, яке було жорстоким до крайності». 17 лютого китайське консульство в Хабаровську висловило протест проти тортур під час допиту, закликавши Радянський Союз звільнити китайців. 19 лютого «Central Daily News» знову висловили протест проти зловживань з боку Радянського Союзу щодо китайців. 21 лютого гонконгська газета «Kung Sheung Daily News» знову розмістила репортаж про жорстокість СРСР по відношенню до китайців, щоб висловити своє обурення його діями. 22-го китайське консульство в Хабаровську повідомило про чергову сотню ні в чому не винних китайців, заарештованих вночі НКВД, і що, як стало відомо, раніше заарештовані китайці були змушені працювати в цих віддалених холодних районах. 2 березня китайське консульство у Владивостоці повідомило, що
|  | Радянська влада шукала китайців день і ніч, заарештовуючи їх, навіть коли вони були на роботі. Радянський союз був настільки агресивний, що не було місця для будь-яких поступок. Дії радянської сторони були настільки ж жорстокі, як у 1900 році, коли багато хто був втоплений в річці Хейлунцзян. Спогади про цю сумну історію змушують людей тремтіти від страху. |

Після закінчення масових арештів у Владивостоці залишалося трохи більше тисячі китайців. Радянська влада на місяць припинила обшуки і арешти. Після того, як всі китайці, покинули консульство, радянська влада відновила пошук і захоплення китайців. Оскільки Радянський Союз встановив контрольно-пропускні пункти навколо китайського консульства, китайці не змогли повернутися в консульство за допомогою, що призвело до арешту майже всіх китайців у Владивостоці. В ході другої і третьої хвилі масових обшуків і затримань було заарештовано 2,005 і 3,082 китайця відповідно. 7 травня китайське консульство у Владивостоці повідомило про затримання в цілому від 7 до 8 тисяч китайців. Місцеві в'язниці були заповнені китайцями, що, в поєднанні з тортурами під час допитів, часто призводило до загибелі людей.

### Китайсько-радянські переговори про звільнення затриманих китайців
З 18 квітня 1938 року міністр закордонних справ китайського уряду Ван Чунхуей і посол СРСР в Китаї Іван Трохимович провели 4-денні переговори про затримання китайських громадян на Далекому Сході. Були досягнуті наступні домовленості:
1. Радянський Союз готовий оплатити витрати пов'язані з переселенням китайських громадян у внутрішні райони СРСР і в Сіньцзян, але робити це радянські місцеві органи влади повинні поетапно.
2. Радянський Союз дає громадянам Китаю термін від двох тижнів до одного місяця для вирішення особистих питань.
3. Радянський Союз перемістить тільки китайців, які мають можливість і готовність працювати в СРСР, в свої внутрішні райони, і він забезпечить можливість для інших китайців повернутися в Китай через Сіньцзян.
4. Радянський Союз допоможе китайцям продати свою нерухомість або передати її в розпорядження. Якщо немає доступної довіреної особи, китайські консульства можуть виступати в якості довіреної особи, тільки якщо об'єкти нерухомості не перебувають під опікою консульств. Для надання допомоги міська влада надішле спеціальних чиновників.
5. Відділи закордонних справ міської влади повинні створити список китайців для переселення, як це визначено в статті 3, і копію списку з часом переїзду. Ці документи повинні бути представлені через дипломатичні представництва в консульствах Китаю у Владивостоці, Хабаровську і Благовєщенську.
6. СРСР дозволяє радянським дружинам китайців переїхати в Китай.
7. Радянський Союз принципово погоджується звільнити заарештованих китайців, якщо ці особи не зробили тяжких злочинів.

10 червня 1938 Політбюро СРСР прийняло постанову про переселення китайців на Далекий Схід, яке припинило репресії проти китайців на Далекому Сході. Потім китайцям дозволили переїхати в Сіньцзян. Якщо китаєць не бажав переїжджати в Сіньцзян, його / її переселяли на радянську територію, за винятком прикордонних районів Далекого Сходу. Якщо китаєць не хотів переїжджати в Сіньцзян, але у нього не було власності на Далекому Сході, його переселяли в Казахстан. Якщо китаєць був звинувачений в шпигунстві і саботажі, його не звільняли.

## Доля депортованих китайців

### Звільнені в СРСР

#### Далекий Схід
У період з 13 червня по 8 липня 1938 року НКВС звільнило 2853 китайця після повторної перевірки їх досьє за наказом ЦК. На станцію Егершельд пройшли 5 поїздів з ув'язненими китайцями, які скоро були звільнені. Останній поїзд вирушив на північ і доставив 941 китайця в віддалений Кур-Урмійський район в Хабаровському краї, звідки китайці пішли на свободу .

#### Центральна Азія і Європа
Перепис населення СРСР 1939 року показує, що в радянської Середньої Азії, особливо в Казахстані і Узбекистані, проживало понад 5567 китайців, більшість з яких, як передбачалося, переїхали з Далекого Сходу і Східного Сибіру, так як в 1926—1937 роках китайське населення в Середній Азії було малим. Згідно з наказом Миколи Єжова від 3 червня 1938 року «китайські дружини китайців з радянськими посвідченнями особи повинні бути переселені в Казахстан разом з їхніми дружинами». З вересня по грудень 1939 року в Казахстані було звільнено ще 227 затриманих китайців. 196 китайських вчених, більшість з яких було інженерами, були переселені в європейську частину СРСР. Приїзд 34 китайських вчених в Єреван 16 січня 1940 року поклав кінець вимушеної міграції.

### Повернені в Китай
З 13 червня по 8 липня 1938 року з станції Енгершельд були відправлені перші 4 поїзди в яких було 7,130 осіб, які вирушили з Радянського Союзу. Дорога в Північно-Східний Китай була заблокована маріонетковим урядом Маньчжоу-Го, їх відправили на захід по Транссибірській магістралі в Новосибірськ. Там вони пересіли на потяги, що йдуть на південь, і повернулися в Китай через Сіньцзян. Китайські консульства видали візи для їх в'їзду в Сіньцзян. З 11 по 14 липня ще 3,341 китайський громадянин покинув Радянський Союз через Сіньцзян. З 11 по 12 жовтня було звільнено 1,882 злочинця, які не вчинили тяжких злочинів.

### Ув'язнені і вбиті в СРСР
У Читі було заарештовано 1,500 китайців, з них 568 загинули в результаті тортур. Генріх Люшков стверджував, що 11 тисяч китайців були арештовані Радянським Союзом після 14 червня 1938 року, коли він перебрався в Маньчжоу-Го. З ним згодні деякі історики, серед яких Микола Бугай та Дмитро Фартусов. Станом на 1 січня 1939 року 3,179 китайців знаходилося в ГУЛАГу, з яких 1,794 особи були громадянами Китаю. Ще 2,729 китайців містилися в звичайних в'язницях до Великої Вітчизняної війни, після чого їх перевели в ГУЛАГ. 1 січня 1942 року кількість китайців у ГУЛАГу досягло 5,192, з яких 2,632 були вбиті, 734 пропали без вісті, а 1,826 були звільнені .